# Sargassum fluitans
Espèce
Synonymes
- Fucus baccifer var. oblongifolius Turner, 1807[1],[2]
- Sargassum hystrix var. fluitans Børgesen, 1914[1],[2]

Sargassum fluitans est une espèce d’algues brunes pélagiques de la famille des Sargassaceae. Elle joue un rôle écologique important en constituant un habitat dérivant abritant et nourrissant de nombreuses espèces en pleine mer.
Elle s’est surtout fait connaître du grand public pour avoir été aussi retrouvée (souvent avec une autre espèce proche de sargasse : Sargassum natans) dans les « marées brunes » qui depuis 2011 posent problème dans le Golfe du Mexique et aux Antilles et plus largement dans la zone Caraïbe où certaines plages touristiques ont été couvertes de laisses de mer atteignant plus de 1 m d’épaisseur.
De petits échouages épisodiques étaient normaux et connus dans les caraïbes, en général durant les mois d’automne et d’hiver, mais les surfaces, épaisseurs de laisses de mer observées depuis 2011 sont historiquement sans précédent et jugé préoccupants par les autorités de nombreux pays, dont la France.

## Description
Les descriptions du début du XXe siècle, mar exemple de Parr (1939) reconnaissent deux formes de S. fluitans (III, X) et quatre formes de S. natans (I, II, VIII, IX) .
La forme la plus présente dans les échantillonnages des pullulations de Sargassum étudiées dans les Caraïbes en 2014/2015, étaient Sargassum natans VIII Parr (tige lisse sans épines et régulière, larges talles et épines rares sur le reste de la plante), qui est facile à confondre avec S. fluitans pour un non-spécialiste.

 Des études génétiques doivent encore préciser le statut de cette forme particulière.

## Importance écosystémique
La biomasse importante de Sargassum fluitans pélagique dans les eaux oligotrophes (naturellement très pauvres en éléments nutritifs) de la Mer des Sargasses (et depuis 2011) d’autres parties de l’Atlantique a longtemps été considérée comme paradoxale. Des études ont depuis montré que les radeaux flottants de cette espèce constituent des oasis qui dans les déserts océaniques oligotrophes attirent et concentrent des poissons (et attirent parfois des oiseaux marins) ; hôtes dont les excréments riches en fer et en phosphore réactif soluble et en ammonium bio-assimilables nourrissent directement les algues, même si dans les régions oligotrophes des océans, leur vitesse de croissance reste lente. Il y a une association mutualiste entre l’algue et les organismes qui s’y fixent, s’y abritent ou s’y nourrissent.
Les juvéniles de Carangidés se montrent notamment particulièrement utile à la plante.
On sait que dans les grands fonds marins, il n’y a pas de photosynthèse pour assurer une production primaire pouvant tenir lieu de source de carbone. Là les écosystèmes dépendent donc d’autres sources, essentiellement situées en surface. Le flux de carbone tombant de la surface de l’Atlantique vers ses grands fonds a été calculé, mais il avait au XXe siècle été très sous-estimé sous les parties de l’océan riches en radeaux dérivants de sargasses. La nécromasse sédimentée de Sargasses est plus volumineuse qu'on ne le pensait.
Des photos des sédiments abyssaux prises par les véhicules sous-marins autonomes (AUV) montrent en profondeur « sous les sargasses » des cadavres d’algues qui sont sources d’acides gras et de nutriments, que des analyses isotopiques et du rapport C:N peuvent caractériser pour préciser leur rôle dans le flux de carbone et le réseau trophiques. La biomasse de Sargassum (poids frais) en eaux profondes a été estimé à (0,07-3,75 g/m2) soit plusieurs fois supérieure à celle estimée des eaux de surface de l’Atlantique Nord (0,024-0,84 g/m2). L’analyse biochimique montre une dégradation dès la chute vers le fond puis dans les profondeurs marines, cependant, mais les premières analyse des acides gras et des isotopes stables ne révèlent pas d’interactions trophiques directes entre ces algues et les grands organismes benthiques. C’est donc la chaîne alimentaire microbienne des grands fonds qui serait le maillon intermédiaire entre ces cadavres et les grands organismes benthiques.

Les radeaux dérivants à travers l’Atlantique abritent et transportent de nombreux organismes (épifaune) dont les excréments, excrétats et une partie des cadavres vont aussi « pleuvoir » vers le fond. On n’a pas encore mesuré l’importance des échanges verticaux induits, mais la sédimentation à grande échelle de Sargasses mortes constitue un lien trophique maintenant démontré entre la production de surface et la production benthique ; Ces espèces jouent donc aussi un grand rôle dans le cycle du carbone et pour le puits de carbone sédimentaire océanique de l’Atlantique équatorial et Nord.

## Aire de répartition, invasivité, impacts
Son aire de répartition est saisonnièrement déformée. Elle est de mieux en mieux connue depuis que l’imagerie satellite permet d’en suivre les « radeaux » flottants et dérivants, à grande échelle.
Cette aire (et la biomasse produite) semble avoir brutalement et récemment évolué (à partir de 2011, année où la population de cette espèce a explosé (conjointement avec celle de la seule autre espèces de Sargasse totalement pélagique : Sargassum natans).

L’espèce est retrouvée sur l’Atlantique équatorial et jusqu’en Afrique de l’Ouest où elle entre en compétition avec les 4 espèces locales de Sargasse (Sargassum cymosum C.Agardh, Sargassum filipendula C. Agardh, Sargassum vulgare C. Agardh et S. vulgare var. foliosissimum (Lamouroux) J. Agardh) en formant des bancs parfois grands et denses en mai et en juin (avec Sargassum natans) qui avant de s’échouer sur les plages ou les rives colonisent parfois outre les eaux marines côtières, des complexes lagunaires (tant qu’il reste assez salés), les embouchures et même certains canaux ; le problème s’est accentué au début du XXIe siècle pour devenir un « problème socio-économique » à partir de 2015-2016,.
Des échouages massifs et sans précédent (de mémoire d’homme et d’archives) ont aussi été constatés à partir de septembre 2014 sur l’Archipel de San Andrés, Providencia et Santa Catalina .

## Biologie, cycle de vie
Cette espèce se reproduit toute l’année et fait preuve de grandes facultés de régénération et de biosorption, elle résiste très bien aux ultraviolets et assez bien (pour une algue) à la dessiccation (comme la plupart des Fucales).
Elle présente un cycle d’abondance saisonnière, qui est en partie lié à ses déplacements passifs avec la masse d’eau.
Selon Oyesiku et Egunyomi (2015) les sargasses S. natans et S. fluitans se multiplient principalement par fragmentation et croissance continue des fragments.

Moreira et Suárez (2002) ont aussi montré qu’il existe une reproduction sexuée dans certaines conditions de « stress ».
Le cycle continu de croissance-reproduction végétatif et le caractère pélagique et flottant de l’espèce, associé à une possible reproduction sexuée (favorable à des adaptations plus rapides à certains changements environnementaux) confère à cette espèce les caractéristiques d’une espèce potentiellement invasive dans presque toute la zone tropico-équatoriale Atlantique. Elle s’étend sur des zones de trafic marchand (où les hélices de bateaux pourraient doper sa reproduction en déchiquetant et dispersant les bancs d’algues ?).

## Marées brunes
Lors d’un voyage d’étude en haute mer, des biologistes notent en 2015 que jamais ils n’ont mesuré une telle quantité de sargasses pélagiques, mais qu’en outre la forme dominante d’une des deux espèces impliquée dans les pullulations constatées depuis 2011 est une forme connue depuis longtemps, mais habituellement rare et bien différente des formes connues pour la même espèce dans la mer des Sargasses .
Les épaisses laisses de mer laissées depuis 2011 sur les plages de reproduction de tortues marines peuvent nuire à la reproduction de ces espèces

## Utilisations, R&D
Cette plante intrigue depuis longtemps les biologistes marins, notamment parce qu’elle se montre très efficacement capable de se fournir en nutriments et oligoéléments dans le milieu marin, y compris à des endroits où des éléments sont rares (en zone oligotrophe et en particulier là où le phosphore est rare ou peu biodisponible). Cette capacité a aussi intéressé le secteur de la recherche et développement de l’industrie métallurgique et en particulier de l’hydrométallurgie.
En 1995 Foureste et Volesky se sont penchés sur la capacité des groupes sulfonate et alginate présents dans la biomasse sèche de cette algue à biosorber des métaux lourds toxiques d’une eau contaminée ou d’autres métaux d’intérêts économiques (et écotoxicologiques) communément présents en mer mais à l’état de trace et en quantité très dispersée comme le cadmium ou le cuivre (qui est toxique pour de nombreuses espèces marines et notamment relargué par la plupart des antifoulings).
En 2003, Palmieri, Volesky & Garcia publient une étude sur la capacité de S. fluitans à biosorber le lanthane (terre rare) ou encore de l’uranium.

## Phytothérapie
Ces algues ne sont pas consommées ni utilisés comme médicaments, mais pourraient contenir des molécules d’intérêt pharmacochimique, dont par exemple des protecteurs contre les UV et des antioxydants.

## Chimie verte
Des biologistes et laboratoires de biotechnologies se sont aussi penchés sur le contenu et la teneurs en stérols des fucacés et en particulier de cette algue (qui contient plus de 10 stérols différents dont par exemple fucostérol, cholestérol, 24-méthylènecholestérol et trans-22-déhydrocholestérol).

## Engrais
Les sargasses si elles n’ont pas été en présence de polluants (elles absorbent facilement de nombreux métaux) font un excellent engrais organique riche en nutriments et un très bon amendement des sols insulaires souvent appauvris par l’agriculture et l’érosion (McHugh, 2003), mais pour ne pas contribuer à la salinisation elles doivent être lavée et l’eau est souvent une ressource à ne pas gaspiller sur les îles (Gervais, 2014). Elles peuvent être séchée et lavées à la pluie ou lavées dans un estuaire pour réduire leur salinité.

## Biomasse à vocation énergétique
Les espèces de Sargassum présentent un potentiel énergétique certain, pour la production (à partir de leur biomasse) de biogaz, biométhane (éventuellement injectable dans le réseau de gaz) et biocarburants, par digestion anaérobie (avec un très bon rendement en termes de rapport CH4/CO2 selon De La Rosa-Acosta et al. (2015), avec même la possibilité d’utiliser des fermenteurs alimentés à l’eau de mer (mais le rendement est alors moindre à cause du sodium et du soufre qui sont deux inhibiteurs des organismes méthanogènes) et les matériaux doivent être insensible à la corrosion par le sel). De tels bioréacteurs ont été expérimentés par l’Université de Porto Rico.
Le rendement des cultures est amélioré, ainsi que la qualité du sol (McHugh, 2003). Les digestats de méthanisation ont été testés à Porto-Rico et ils ont constitué une très bonne source de nutriments, « même en tenant compte de la faible teneur en NPK des effluents (N: 6,3 mg / 100 g, P: 96,5 mg / 100 g et K: 28 mg / 100 g) » avec des résultats aussi bons ou meilleurs que d’autres engrais bio selon McHugh (2003). Le NPK total était moindre que dans les engrais conventionnels mais semblait être plus bioassimilable, et peu lessivable (nutriments à action lente, tout en contribuant à améliorer la capacité du sol à retenir l’eau et en favorisant la santé des plantes et la résilience de l’agrosystème face à divers stress comme le rapportent Kumari et al. (2013) ou Roberts et al., (2015). En raison de sa teneur en eau, après broyage cette espèce pourrait être valorisée en carbonisation hydrothermale.

## Moyens de lutte
Ils seront nécessairement internationaux et concertés, et pour les actions préventives impliquent la participation des pays du bassin amazonien qui semblent en cause pour ce qui concerne les pertes croissantes de nutriments du bassin de l’Amazone vers la mer, sachant que les pressions conduisant à la déforestation sont aussi induites par le commerce international du bois, de la viande, du soja, de l’huile de palme, etc.
Avec les nouveaux moyens de détection, de météorologie et de modélisation des courants, il est théoriquement possible de suivre, tracer et prévoir l’arrivée massive de sargasses à proximité d’un littoral, et donc d’agir (si les conditions météo le permettent) plusieurs jours ou semaines avant l’échouage. Des systèmes de méthanisation en mer sont alors envisageables.